# بریتانی آندروود
بریتانی آندروود (انگلیسی: Brittany Underwood؛ زادهٔ ۶ ژوئیهٔ ۱۹۸۸) یک هنرپیشه، و خواننده اهل ایالات متحده آمریکا است. وی از سال ۲۰۰۵ میلادی تاکنون مشغول فعالیت بوده‌است.